# Dinas Powys
Dinas Powys è una località di circa 7.500 abitanti del Galles sud-orientale, facente parte distretto di Vale of Glamorgan.

## Geografia fisica

### Collocazione
Dinas Powys si trova a 7 km a sud di Cardiff.

## Società

### Evoluzione demografica
Al censimento del 2011, Dinas Powys contava una popolazione pari a 7.490 abitanti.
La località ha conosciuto un decremento demografico rispetto al 2001, quando contava 7.653 abitanti, e al 1991, quando ne contava 8.512.

## Storia
I primi insediamenti in loco risalgono al XII secolo.

## Monumenti
- Forte di Dinas Powys[3]

## Sport
- La squadra di rugby locale è il Dinas Powis RFC[4]
- La squadra di calcio locale è il Dinas Powys Football Club[5]